# Plain Old Telephone Service
POTS ist ein Retronym, das sich in der Fachsprache als Bezeichnung für den analogen Telefondienst eingebürgert hat. Das ist nicht zu verwechseln mit einer analogen Teilnehmeranschlussleitung, die an einem durchgehend digitalen Telefonnetz hängt.
Die Abkürzung POTS leitet sich vom englischen „Plain old telephone service“ („einfacher alter Telefondienst“, übertragen etwa „der gute alte Telefondienst“) ab. Diese Scherzbezeichnung stand ursprünglich synonym für die PSTN (Public switched telephone network; englisch für: Öffentliche Telefonievermittlungsnetze), die aus dem „Post Office Telephone Service“ (Fernmeldedienst der Post) hervorgingen. Der Begriff PSTN passt jedoch auch auf die neueren digitalisierten und mit erweiterten Dienstmerkmalen angereicherten Telefonnetze, sodass sich zur Abgrenzung eine Formulierung herausbildete, die nur die Dienstmerkmale („Services“) beschreibt, die auch vom alten analogen Telefondienst erbracht werden konnten.

## Verbindungen im POTS

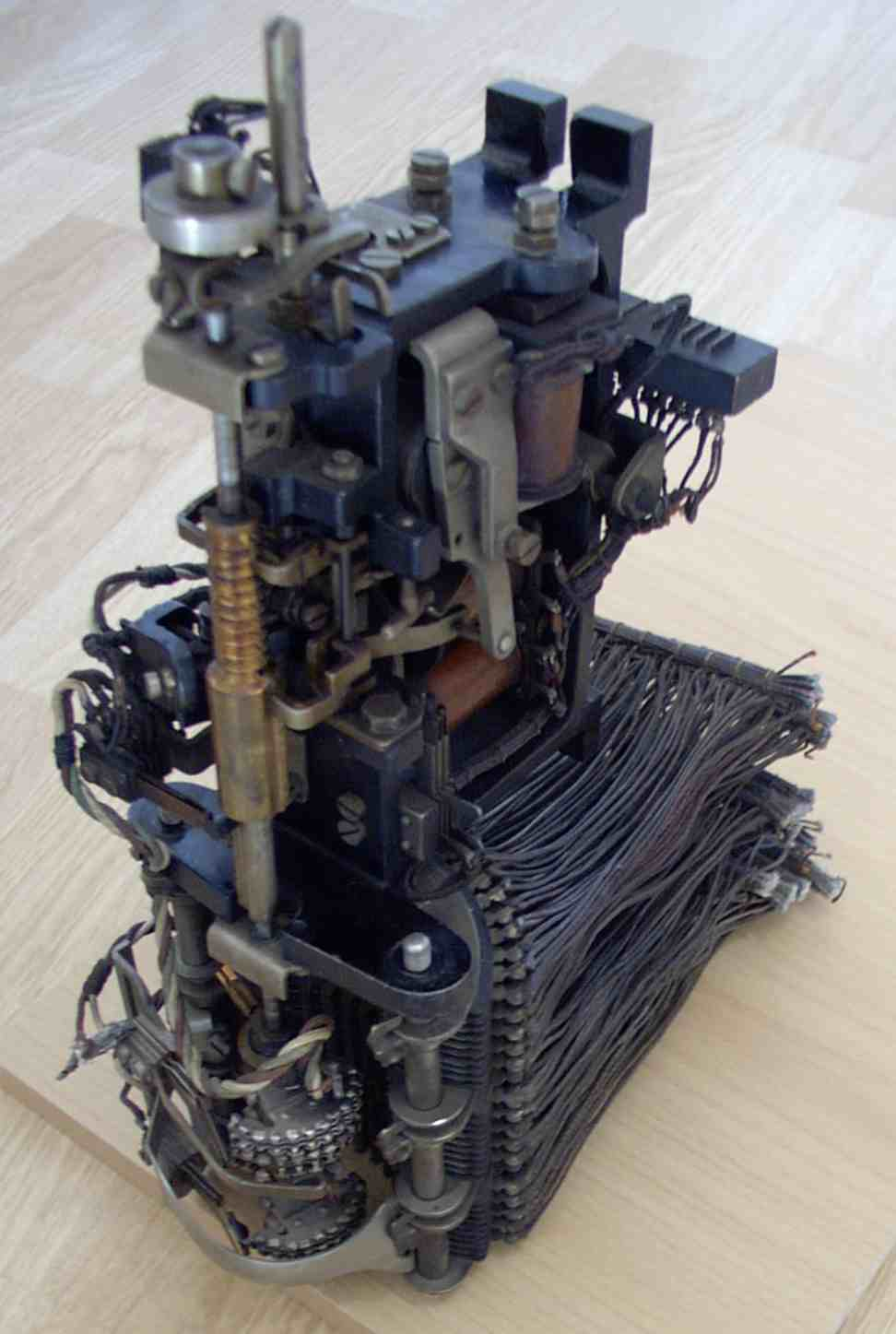
Koppelelement einer elektromechanischen Vermittlungsstelle: Hebdrehwähler nach dem Strowger-Patent

Die Verbindungen in POTS (Plain Old Telephone Service) lassen sich in ihren charakteristischen Dienstmerkmalen von anderen Formen des Fernmeldedienstes abgrenzen.
- POTS ist vollständig leitungsbasiert (switched) mit Duplex-Leitungen für den Sprachverkehr mit 0,3 bis 3,4 kHz (im Gegensatz zum paketbasierten Internet).
- Die Teilnehmeranwahl erfolgt mit Hilfe eines Vermittlungsdienstes (Auskunft) oder mittels einer Selbstwähleinrichtung, wie Tastenwahlblock oder Nummernschalter.
- Die hergestellte Verbindung zwischen zwei Endstellen ist exklusiv und diensteunabhängig. Außer der Sprache können mit einem Modem auch andere Daten ausgetauscht werden, zum Beispiel ein Fax.

Die Dienstmerkmale von POTS wurden in den ersten analogen Teilnetzen durch Schalten einer direkten elektrischen Verbindung zwischen den Teilnehmern erreicht, bei dem an Vermittlungspunkten eine elektrische Brücke zwischen zwei Fernsprechkabeln gesetzt wurde, die an ein Vermittlungselement angeschlossen sind. Der direkte Draht wurde ungeteilt je Verbindung aufgebaut, die Dämpfung des Materials war aber nur auf Eignung im Frequenzbereich der Sprache abgestimmt, so dass einer Mehrfachnutzung enge Schranken gesetzt waren. Andere Anwendungsformen wie Fernschreiber hatten regelmäßig eigene Leitungsnetze mit eigener Abstimmung und geeigneten Vermittlungselementen, die nicht für POTS-Verbindungen genutzt wurden.
Die zunehmende Distanz zwischen den Teilnehmern und die überörtliche Zusammenschaltung der Teilnetze erforderte bald den Einsatz von Verstärkern. Die Endgeräte waren nun voneinander galvanisch getrennt; der direkte Draht wurde durch einen signaltechnischen Kanal ersetzt.

## Integration im ISDN
Die oft parallel geführten Teilnetze für POTS-Verbindungen und davon zu unterscheidende Dienste brachten den Antrieb, diese zu einem integrierten Fernmeldedienst mit gemeinsam nutzbaren Leitungsnetzen zusammenzuführen. Die Möglichkeiten der Digitalisierung der Vermittlungsknoten und der digitalisierten Signalübertragung erreichten in den 1970er Jahren die Telefonnetze und führten letztlich im Jahr 1980 zur Schaffung eines internationalen Standards für ein diensteintegrierendes digitales Netz, kurz ISDN.
ISDN integriert POTS mittels transparenter Verbindungskanäle. Eine Abtastrate von 8 kHz digitalisiert das Sprachband, die Abtastschritte werden einzeln als Byte (mit 8 Bit) übertragen. Die geschaltete digitale Verbindung kann auch für andere Daten genutzt werden (8 kHz × 8 Bit = 64 kbit/s). Die Wahlverfahren (Mehrfrequenzwahlverfahren und Impulswahlverfahren) zum Verbindungsaufbau bleiben für den Teilnehmer die gleichen.
Es ist möglich, analoge Teilnetze durch Digitalisierung in einer ISDN-Vermittlungsstelle anzubinden. So kann ein analoges Netz schrittweise digitalisiert werden. Durch die Integration der POTS-Dienstmerkmale in ISDN können durch eine Teilnehmerschaltung weiterhin analoge Anschlussleitungen (für herkömmliche analoge Endgeräte) bereitgestellt werden, die sich identisch zum „guten alten Telefondienst“ verhalten. In Deutschland haben die öffentlichen Telefonnetze seit dem Abschluss der Digitalisierung im Herbst 1997 keine analogen Teilnetze mehr.

## Erweiterung von POTS
Eine Reihe von erweiterten vermittlungstechnischen Leistungsmerkmalen des digitalen Kernnetzes wurden nachträglich auch für analoge Teilnehmeranschlüsse verfügbar gemacht. Über besondere Nummernfolgen können Dreierkonferenzen (3PTY) eingerichtet werden und ein Rückruf bei Besetzt (CCBS) veranlasst werden. Durch eine zusätzliche Signalisierung (FSK-Signal) wurde auch eine Anruferidentifizierung (CLIP) möglich; diese erforderte jedoch (neue) elektronische Endgeräte für den analogen Telefonanschluss. Weitere Dienstmerkmale wurden zwar verfügbar, jedoch qualitativ eingeschränkt – so fehlen an analogen Endgeräten spezielle Bedienelemente für die Steuerung der Voice-Mailbox, der Kurzwahlliste oder empfangener SMS-Kurznachrichten; eine Steuerung ist jedoch über Sprachsynthese der zuständigen Elemente des Intelligenten Netzes (IN) grundlegend möglich. Durch diese Erweiterungen ist ein heutiger analoger Teilnehmeranschluss am digitalen Kernnetz in seinem Leistungsumfang nicht mehr identisch mit den Anschlüssen an alten durchgängig analogen Telefonnetzen, die die Grundlage der POTS-Begriffsbildung waren.